# Lidamor de Escocia
Lidamor de Escocia es un libro de caballerías español publicado con el título Libro Primero del valiente e invencible caballero Lidamor, hijo del esforzado Rey Licimán de Escocia. 

## Edición, autor y dedicatoria
La obra fue publicada en Salamanca en 1534. Su portada fue imitada, con algunas pequeñas variantes, en la de otro libro de caballerías poco conocido, Philesbián de Candaria, publicado en 1542. 
Lidamor de Escocia fue escrito por el maestre Juan de Córdoba, vecino de Salamanca, quien costeó la edición y, según dice la portada, dedicó la obra al joven duque de Alba don Fernando Álvarez de Toledo.
El ejemplar conservado del libro no incluye prólogo, ni el texto de la dedicatoria. La calidad de la impresión es buena, aunque no está exenta de errores. Se divide en 68 capítulos. La obra se presenta como un extracto de una supuesta crónica caballeresca llamada Flor de aventuras, escrita originalmente en toscano por el maestro Nicomedes, médico y contemporáneo del protagonista.
El único ejemplar que se conserva de Lidamor de Escocia se encuentra en la antigua Biblioteca Imperial de San Petersburgo.

## Influencias
Lidamor de Escocia, obra muy típica del género caballeresco de la primera mitad del siglo XVI, guarda importantes paralelismos con el Amadís de Gaula y con el Libro I de Clarián de Landanís. 
La acción de Lidamor transcurre principalmente en Escocia y en Alemania, aunque también incluye aventuras en el mar y batallas navales. Hay una importante presencia de elementos fantásticos y sobrenaturales, tales como bestias fabulosas, numerosos gigantes, profecías, un galeón mágico y magas protectoras o adversarias del protagonista. 
Al parecer el libro no tuvo mucho éxito, ya que no se reimprimió ni aparecieron continuaciones suyas. Algunos autores han mencionado una supuesta segunda edición de Salamanca de 1539, pero aparentemente sólo se trata de una confusión con la de 1534.

## Argumento
Las primeras páginas de Lidamor de Escocia están dedicadas a la vida y hazañas de los dos hijos del rey Liciano de Escocia y su esposa la reina Armineda, Licimán y Onorteo. Licimán, que hereda el trono escocés al morir su padre, contrae nupcias con la infanta Alisa de Panonia, con la que tiene dos hijos, Lidamor de Escocia y Floramonte el mesurado, y una hija, Roselda. 
A partir del capítulo XI, la obra empieza a relatar las aventuras de Lidamor, que es educado esmeradamente en la corte escocesa junto con sus primos Animor el Hermoso y Roseldos de Irlanda. En una cacería mata un oso y una sierpe volante, pero se extravía y mediante artes mágicas es conducido al palacio de la sabia Arniota, donde su primo Animor, sin conocerle, le arma caballero. Yendo con Roseldos de Irlanda, justan con Animor y Florantén, sin conocerlos, y los derriban. En el Valle del Peligro da cima a la Aventura de los Padrones, en la que gana varios objetos mágicos, entre ellos una espada contra encantamientos y por la cual se le llama a veces el Caballero de la Rica Espada. En el mismo Valle mata a los gigantes Casandrón el Desemejado y Coronzeo de la Brava Catadura, toma el Castillo de los Padrones y libera a los cautivos que en él se hallaban. Después mata a los gigantes Fragazo y Brocarte, señores del Castillo Blanco, a su hermano Mostrón y a su padre Mostrón el Feroz. Mata a una sierpe que habitaba en el Lago peligroso, y después regresa a Escocia, a ayudar a su padre a resistir una invasión pagana, que es derrotada. Se embarca luego en una nave mágica, el Galeón ardiente, que lo conduce a la Isla Perdida, donde mata a un gigante y libera a sus cautivos. A partir de esta aventura toma el nombre de Caballero del dios de amor, por llevar en el escudo la figura de un caballero arrodillado ante Cupido. Después logra deshacer los hechizos de la isla de la Fierna y en otra isla libera de manos de unos salvajes a Grivisán, hijo del duque Damassén. Se encamina entonces a Alemania, y tras dar cima a otras aventuras, llega a la corte imperial, donde tiene lugar la aventura de Alande y Moribella, reyes de Chipre encantados por la maga Carisa. Allí se enamoran Lidamor y la princesa Floriana, hija del Emperador Graciano de Alemania, quienes logran dar fin a la aventura. Tras otras hazañas en la corte alemana, en los que Lidamor demuestra su excelencia como caballero, la acción de la obra se interrumpe bruscamente, cuando el monarca alemán y sus caballeros son encantados y raptados gracias por un gigante llamado Grifón a las artes mágicas de su madre y otra hechicera. Lidamor parte en busca del emperador, cuya liberación, según se anuncia en el capítulo final (LXVIII), será relatada en la segunda parte de la historia.